# P.S♡MY SUNSHINE
〈P.S♡MY SUNSHINE〉是日本歌手倉木麻衣的第21張單曲，於2005年6月1日由GIZA studio發行。歌曲由倉木麻衣填詞，並由岡本仁志負責作曲兼編曲。歌曲的名稱「P.S」源自書信中在最後一行補充重要事項的做法，而「SUNSHINE」則是歌曲裡重要的關鍵詞，倉木亦以男性的視角寫下以戀愛的開始作為主題的歌詞。
單曲獲得樂評家正面的評價，包括讚賞歌曲能夠治癒聽眾疲倦的心靈，以及讚賞它是一首初夏相稱的流行歌曲。〈P.S♡MY SUNSHINE〉發行首週空降《Oricon公信榜》第8位，成為倉木自出道起連續第21張打進週榜單前10位的單曲，但其後創下倉木當時單曲的銷量新低。
〈P.S♡MY SUNSHINE〉的音樂錄影帶以故事形式拍攝，講述女學生與男性上班族跟一隻小狗的故事，而倉木本人亦在錄影帶飾演便利店店員。倉木麻衣曾多次在演唱會上演唱歌曲，包括在2005年的演唱會「Mai Kuraki Live Tour 2005 LIKE A FUSE OF LOVE」，以及2018年的演唱會「Mai Kuraki Live Project 2018 ″Red it be ～想念你 春夏秋冬～″」。

## 背景與發行
作為倉木麻衣大學畢業後第一張錄製的單曲，倉木在接受富士電視台的晨間新聞節目《週六鬧鐘新聞》的春季主題曲邀約後，便開始從擁有早晨以及春天至初夏印象的歌曲作為基準挑選歌曲。倉木把心中的歌曲形象傳達給岡本仁志後，岡本便跟著倉木的描述創作出歌曲的樣本。倉木聽過樣本歌曲後，便認為歌曲非常符合自己心中的印象，並認為歌曲優秀得不想破壞它原本的模樣。倉木亦認為歌曲從開始便加速的感覺與它的清爽感，以及途中突然安靜下來的部分最能吸引自己。由於歌曲是在星期六日的早晨於電視播放，因此倉木便以「太陽」、「陽光」等關鍵詞作為概念而創作。
〈P.S♡MY SUNSHINE〉於2005年4月2日開始作為《週六鬧鐘新聞》的主題曲在電視進行播放，其後在同月26日公開作為單曲發行的消息。單曲在同年6月1日以CD形式發行，並隨碟附送12頁的特別小冊子。

## 詞曲
〈P.S♡MY SUNSHINE〉由倉木麻衣填詞，並由岡本仁志負責作曲兼編曲。歌曲的主要風格為J-Pop，全長3分54秒，伴奏加入結他、鼓與弦樂器。歌曲以上世紀70年代風格作編排的弦樂開始，並帶有具律動性的低音聲部。
歌名裡的「P.S」是源自書信中在最後一行補充重要事項的做法，而「SUNSHINE」則是歌曲的關鍵詞，因為太陽是一直在身邊溫暖地注視著的光芒，因此希望能夠重視從陽光得到的溫暖事物。歌曲是男性的視角而寫下，並以戀愛的開始作為主題，寫出就像太陽在日出後一下子出現並照耀出溫暖的光芒一樣，戀愛的開始也是一下子讓人的心跳加速。

## 反響
《CD Journal》的編輯讚賞〈P.S♡MY SUNSHINE〉是一首與初夏相稱的流行歌曲，並認為感到未來充滿希望的歌詞使聽眾得到前行的感覺。《Oricon》的編輯讚賞從歌曲感受到由春天轉換到夏天時吹拂的清爽微風，在聽畢歌曲後充滿開放感。他亦稱讚歌曲肯定能夠治癒聽眾疲倦的心靈。Excite的編輯在滿分10分的基準下給予歌曲9分，讚賞歌曲是一首讓人想起夏天的清爽流行曲，並認為近來偏向成人唱法的倉木在本作選用比較可愛的唱法。
〈P.S♡MY SUNSHINE〉於發行首日空降《Oricon公信榜》第3位，其後以29,372張的首週銷量登上週榜單第8位，成為倉木自出道起連續第21張打進週榜單前10位的單曲，延續作為女性個人歌手的最高紀錄。單曲其後登上2005年6月月榜單第18位，以及2005年年度榜單第235位。單曲累積銷量為41,936張，再度刷新倉木當時單曲銷量的最低紀錄，也是倉木第一張未能得到任何銷量認證的單曲。

## 音樂錄影帶

音樂錄影帶的其中一幕，展現出倉木的便利店店員造型。

與倉木麻衣過往的音樂錄影帶不同，〈P.S♡MY SUNSHINE〉的音樂錄影帶以故事形式拍攝，展現出初踏入工作場景的男性與開始新學期的女學生的日常生活。由於歌曲是作為電視節目的春季主題曲播放，而春天亦代表社會新鮮人、學生、太陽等多重關鍵詞，加上倉木亦剛好成為社會新鮮人而展開新生活，因此產生這次的製作概念。
錄影帶以一天的早上就開始，故事的女學生與上班族男生各自準備出門，然後分別到倉木飾演店員的便利店購買早餐。女學生拿著牛奶餵飼附近的小狗後便離開，其後亦在空閒的時候拿著小狗帶給倉木一起玩耍。某天男生發現了在路邊的小狗，並帶走原本在紙箱裡的小狗走。而女學生則發現小狗失去蹤影，看著手機裡的小狗照片希望能夠尋回小狗。最後她看見男生與他的女同事帶著小狗以及為牠購買的狗屋子，而手機裡則出現了她手抱小狗，跟男生與女同事三人的合照。
歌曲的音樂錄影帶其後收錄於精選輯《Mai Kuraki Single Collection ～Chance for you～》初回限定盤附送的DVD。

## 現場表演
倉木麻衣曾多次在演唱會上演唱〈P.S♡MY SUNSHINE〉。在2005年舉行的全國巡迴演唱會「Mai Kuraki Live Tour 2005 LIKE A FUSE OF LOVE」上，倉木作歌曲的首次現場表演。在2010年舉行的萬聖節演唱會「HAPPY HAPPY HALLOWEEN LIVE 2010」上，倉木亦演唱了歌曲。2013年，她在全國巡迴演唱會「MAI KURAKI LIVE PROJECT 2013 RE:」上演唱了〈P.S♡MY SUNSHINE〉。2018年，她在全國巡迴演唱會「Mai Kuraki Live Project 2018 ″Red it be ～想念你 春夏秋冬～″」上再次演唱了歌曲。

## 歌曲列表
| 曲序     | 曲目                                  | 时长  |
| -------- | ------------------------------------- | ----- |
| 1.       | P.S♡MY SUNSHINE                       | 3:51  |
| 2.       | Tell Me Your Way                      | 3:39  |
| 3.       | P.S♡MY SUNSHINE ～DAY TRACK version～ | 4:38  |
| 总时长： | 总时长：                              | 12:08 |

## 製作名單
資料來自〈P.S♡MY SUNSHINE〉單曲內頁。

| 〈P.S♡MY SUNSHINE〉 - 倉木麻衣－填詞、和聲 - 岡本仁志－作曲、編曲、結他 | 〈Tell Me Your Way〉 - 倉木麻衣－填詞、和聲 - 後藤康二－作曲、編曲、結他 |

## 商業搭配
| 曲序 | 歌曲名稱            | 搭配項目                                             | 來源  |
| ---- | ------------------- | ---------------------------------------------------- | ----- |
| M-1  | 〈P.S♡MY SUNSHINE〉 | 富士電視台晨間新聞節目《週六鬧鐘新聞》主題曲         | [ 6 ] |
| M-1  | 〈P.S♡MY SUNSHINE〉 | 千葉電視台節目《MU-GEN ～Music Generations～》片頭曲 | [ 6 ] |

## 銷售榜單
| 榜單（2005年）             | 最高 位置 |
| -------------------------- | --------- |
| 日本單曲榜日榜單（Oricon） | 3         |
| 日本單曲榜週榜單（Oricon） | 8         |
| 日本單曲榜月榜單（Oricon） | 18        |
| 日本單曲榜年榜單（Oricon） | 235       |

## 資料來源
1. 1 2 3 4 5 6 7 8  . Music Freak Magazine.   [2021-02-25] （日语）.
2. 1 2  . Barks. 2005-04-26  [2021-02-25]. （原始内容存档于2021-02-15） （日语）.
3. 1 2   (單曲內頁). 倉木麻衣. GIZA studio. 2005-06-01.
4. ↑  . Tower Records.   [2021-02-25] （日语）.
5. 1 2 3  . CD Journal.   [2021-02-25] （日语）.
6. 1 2  . CD Journal.   [2021-02-25] （日语）.
7. 1 2  . Oricon.   [2021-02-25]. （原始内容存档于2005-05-29） （日语）.
8. ↑  . Excite.   [2021-02-25]. （原始内容存档于2006-03-10） （日语）.
9. 1 2 3  . Oricon. 2005-06-01  [2021-02-25] （日语）.
10. 1 2  . Oricon.   [2021-02-25]. （原始内容存档于2005-06-10） （日语）.
11. 1 2  . Oricon.   [2021-02-25]. （原始内容存档于2005-07-15） （日语）.
12. 1 2  . Oricon.   [2021-02-25]. （原始内容存档于2011-07-16）.
13. ↑  . 年代流行.   [2021-02-25]. （原始内容存档于2016-10-26） （日语）.
14. ↑  . .   [2021-02-25]. （原始内容存档于2019-01-06） （日语）.於歌手欄輸入搜尋。
15. ↑  . Tower Records. 2019-10-28  [2021-01-17]. （原始内容存档于2019-10-28） （日语）.
16. ↑  . Livedoor. 2005-11-04  [2021-02-25]. （原始内容存档于2016-03-04） （日语）.
17. ↑  . LiveFans.   [2021-02-25] （日语）.
18. ↑  . HMV.   [2021-02-25]. （原始内容存档于2014-12-21） （日语）.
19. ↑  . HMV.   [2021-02-24]. （原始内容存档于2020-12-05） （日语）.